# Ozemlja pod okupacijo Rusije
Rusko okupirana ozemlja so ozemlja zunaj mednarodno priznanih meja Rusije, ki so jih Združeni narodi in večina mednarodne skupnosti označili za rusko vojaško okupacijo. Sestavljajo jih ozemlja Pridnestrja (del Moldavije), Abhazije in Južne Osetije (obe del Gruzije) in nekaterih delov Ukrajine. Poleg tega Japonska in več drugih držav štiri najjužnejše Kurilske otoke šteje za okupirane s strani Rusije.

## Vojaške okupacije, ki so jih priznali ZN

### Okupirana ozemlja Moldavije

#### Pridnestrje (1992–danes)
Po razpadu Sovjetske zveze so številni Moldavci po vsej nekdanji Moldavski sovjetski socialistični republiki začeli zahtevati združitev z Romunijo, da bi se moldavščina (za katero so zahtevali, da se imenuje romunščina) pisala v latinici in ne v cirilici in da postane edini uradni jezik Moldavije. To ni bilo dobro sprejeto v sodobni Gagavziji, etnično turški regiji v Moldaviji, in na večini levega brega reke Dnester. Tukaj so rusko govoreči, ki so tvorili večino regionalnega prebivalstva, zagovarjali, da se kot uradni jezik Moldavije poleg moldavščine (ki naj bi se še vedno pisala v cirilici in se ne bi imenovala romunščina) ohrani tudi ruščina in da se Moldavija ne združi z Romunijo. Razhajanja so leta 1992 izbruhnila v konflikt, znan kot vojna v Pridnestrju, ki je po krvavi bitki pri Tighini leta 1992 privedla do zmage separatistov, separatistično razglašeno neodvisnost Pridnestrja, ruske vojaške intervencije v Pridnestrju ter posledične ruske vojaške prisotnosti navkljub številnim moldavskim zahtevam po njenem umiku. Po koncu vojne je Pridnestrje večkrat zahtevalo, da postane del Rusije.

### Okupirana ozemlja Gruzije

#### Abhazija in Južna Osetija (2008–danes)
Po rusko-gruzijski vojni je predsednik Medvedjev 26. avgusta 2008 podpisal ukaze o priznanju neodvisnosti Abhazije in Južne Osetije kot suverenih držav. Rusija je s temi delno priznanimi državami vzpostavila diplomatske odnose in v obe namestila ruske sile. Ob meji z Gruzijo so bile nameščene ruske varnostne sile.
Številni mednarodni novinarji in medijske družbe, kot so Al Jazeera, BBC in Radio Free Europe/Radio Liberty, ter nevladne organizacije so Abhazijo in Južno Osetijo označili za rusko okupirani ozemlji.
Gruzijski parlament je 28. avgusta 2008 soglasno sprejel resolucijo, s katero je Abhazijo in Južno Osetijo uradno razglasil za rusko okupirano ozemlje in ruske enote za okupacijske sile. Zakon prepoveduje vstop v regije iz Rusije, kršitelje pa kaznuje z denarno ali zaporno kaznijo. V Abhazijo se lahko vstopi samo iz občine Zugdidi preko mostu Enguri, Južna Osetija pa ne dovoljuje vstopa tujcem z ozemlja pod gruzijskim nadzorom. Mejni prehodi v Južno Osetijo so bili od septembra 2019 zaprti tudi za domačine, medtem ko so oblasti Južne Osetije za dva mejna prehoda: Akhalgori - Odzisi (občina Mcketa) in Karzmani ( občina Sackere) uvedla sistem posebnega dovoljenja.
Aprila 2010 je odbor za zunanje zadeve gruzijskega parlamenta pozval zakonodajne organe 31 držav, naj Abhazijo in Južno Osetijo razglasijo za ozemlji pod rusko okupacijo in množično razseljevanje civilistov iz teh regij s strani Rusije priznajo kot etnično čiščenje. Rusko zunanje ministrstvo se je maščevalo in Gruzijo pozvalo, naj odpravi zakon. Medtem je Generalna skupščina Združenih narodov vsako leto obsodila prisilne demografske spremembe, ki se dogajajo v obeh regijah zaradi razseljevanja in zavrnitve pravice do vrnitve notranje razseljenih oseb (etničnih Gruzijcev). Leta 2022 je resolucijo podprlo 95 članic ZN, 12 jih je bilo proti in 56 vzdržanih. V poročilu iz leta 2022, ki je bilo potrjeno z isto resolucijo, so ZN opozorili na rusko uveljavljanje dejanske meje in njeno kršenje svobode gibanja.
Južna Osetija je večkrat razpravljala tudi o morebitni priključitvi Rusiji.

### Okupirana ozemlja Ukrajine

#### Krim, Doneck in Lugansk (2014–danes)
Leta 2014 je Rusija okupirala ukrajinski polotok Krim in del Donecke in Luganske oblasti (tam je vzpostavila marionetni »ljudski republiki«) in sprožila vojno v Donbasu. Rusija je Krim po referendumu anektirala in trdi, da sta tam njena zvezna subjekta Republika Krim in zvezno mesto Sevastopol. Ruske okupacije, referenduma in aneksacije ne priznava velika večina držav sveta in po resoluciji Generalne skupščine Združenih narodov 68/262 pripada Ukrajini. Na ozemlju »ljudskih republik« je od 2014 nad Ukrajinci bilo splošno razširjeno spolno nasilje, usmrtitve in mnoge druge kršitve človekovih pravic. Vzpostavljeni so bili vzporedni »pravni sistemi« in ukrajinščina je bila povsem odstranjena iz šol.
Leta 2015 je ukrajinski parlament uradno določil 20. februar 2014 kot datum »začetka začasne okupacije Krima in Sevastopola s strani Rusije«, s 7 % ozemlja Ukrajine pod okupacijo.

#### Invazija na celinsko Ukrajino (2022–danes)
Februarja 2022 je Rusija po priznanju neodvisnosti Ljudske republike Doneck in Ljudske republike Lugansk začela obsežno invazijo na Ukrajino za katero je trdila, da je »posebna vojaška operacija« in »mirovna misija«. V prvi fazi invazije je Rusija dodatno okupirala dele Donecke, Luganske, Zaporoške, Harkovske, Hersonske in Mikolajivske oblasti ter neuspešno poskusila okupirati Kijevsko, Sumsko, Odeško, Poltavsko, Žitomirsko, Černigovsko in Dnepropetrovsko oblast. Rusija je v okupiranih regijah nastavila okupacijske oblasti in izvedla ilegalne in mednarodno nepriznane referendume o priključitvi Rusiji, po katerih trdi, da so del Rusije. Ukrajina je po uspešnih protiofenzivah osvobodila celotno Harkovsko oblast in večji del Hersonske oblasti vključno z glavnim mestom Herson. V Mikolajivski oblasti je okupiran le majhen kos, ki se drži Hersonske oblasti.
Območja Ukrajine, ki jih okupira Rusija so podvržena poskusom izbrisa ukrajinske kulture, jezika in zgodovine in zamenjavi z ruskim jezikom, kulturo in njihovo različico zgodovine. Uničeni so bili mnogi spomeniki in cerkve ter ubiti mnogi duhovniki pravoslavne cerkve Ukrajine in ostalih ver, ki niso pod moskovskim patriarhatom. Ukrajinska literatura je bila označena za »ekstremistično« in zasežena ter uničena. Učitelji v šolah so bili uvoženi iz Rusije in ukrajinščina je bila v praksi prepovedana v šolah. Rusija je iz muzejev in galerij tudi kradla kulturno dediščino. Predstavniki okupacijskih oblasti so med drugim napovedali »požig vsega ukrajinskega vse do korenin«, da »ne bo obstajala nobena sled« in namigovali na potrebo po uničenju ukrajinske literature in zgodovine.
Ukrajinci na okupiranih območjih so podvrženi mučenju, represijam, ropanju, prisilnim izginotjem in »filtraciji«. Vsi, ki si odkrito upajo nasprotovati okupaciji so tarča napadov. Ukinjena je bila pravica do protestov in svobode izražanja ter močno omejena svoboda gibanja. Na okupiranih ozemljih je bilo po 2022 v rusko vojsko v boj proti Ukrajini prisilno mobiliziranih več deset tisoč Ukrajincev in Krimskih Tatarov, kar je vojni zločin. Leta 2024 se je v okupirani Hersonski in Zaporoški oblasti pričel tudi nabor mladostnikov. Na okupiranih območjih je Rusija ugrabila več sto tisoč ukrajinskih otrok, ki jih je prisilno posvojila v ruske družine in namerno otežila potencialno združitev z njihovimi starši. Ugrabitve otrok so potencialni primer genocida. Za ta vojni zločin je bila s strani Mednarodnega kazenskega sodišča odrejena aretacija ruskega predsednika Vladimirja Putina.
Do leta 2025 je po ruskih podatkih 3,5 milijona Ukrajincev bilo prisiljenih v menjavo potnega lista za ruskega, kar krši Ženevske konvencije. Ukrajincem, ki do 1. januarja 2025 niso zamenjali potnih listov za ruske, je bila po tem datumu odtegnjena zdravstvena oskrba, socialna pomoč in dostop do trga dela. Hkrati so bili ti Ukrajinci definirani kot »tujci« in »migranti«, kar ruski policiji omogoča prost vstop v njihove nepremičnine in domovanja. Marca je Putin izdal ukaz za deportacijo vseh Ukrajincev v okupiranih območjih, ki ne bodo zamenjali državljanstva do 10. septembra 2025. Ruska politika rusifikacije pa medtem hkrati spodbuja naseljevanje Rusov.

## Spor o Kurilskih otokih
Spor o Kurilskih otokih je ozemeljski spor med Japonsko in Rusko federacijo glede lastništva štirih najjužnejših Kurilskih otokov. Štiri sporne otoke je tako kot druge nesporne otoke v Kurilski verigi izkrcanju na Kurilskih otokih ob koncu druge svetovne vojne (2. svetovna vojna) priključila Sovjetska zveza. Sporni otoki spadajo pod rusko upravo kot okrožje Južni Kuril v Sahalinski oblasti (Сахалинская область, Sakhalinskaya oblast). Lasti si jih Japonska, ki jih imenuje kot Severna ozemlja ali Južna Čišima in jih šteje za del podprefekture Nemuro, ki je del prefekture Hokaido.
Japonska in ZDA trdita, da do sklenitve mirovne pogodbe med drugo svetovno vojno med Japonsko in Rusijo sporna severna ozemlja ostajajo okupirana ozemlja pod ruskim nadzorom prek splošnega ukaza št. 1. Evropski parlament je v resoluciji "Odnosi med EU, Kitajsko republiko in Ljudsko republiko ter varnostjo na Daljnem vzhodu", sprejeti 7. julija 2005, Rusijo pozval, naj Japonski vrne "okupirane" Južne Kurilske otoke.
Rusija trdi, da so vsi Kurilski otoki, vključno s tistimi, ki jih Japonska imenuje Severna ozemlja, zaradi druge svetovne vojne pravno del Rusije in da je bila pridobitev tako pravilna kot katera koli druga sprememba mednarodnih meja po vojni.